# Ophiomusium lymani
Ophiomusium lymani is een slangster uit de familie Ophiolepididae.
De wetenschappelijke naam van de soort werd in 1873 gepubliceerd door Charles Wyville Thomson.